# Човек није тица
Човек није тица је југословенски филм из 1965. године. Режирао га је Душан Макавејев, који је написао и сценарио. Припада остварењима црног таласа.

## Радња
Љубавна романса између старијег, цењеног стручњака који привремено долази у индустријски град, ради монтаже машина и младе фризерке у чијој је кући одсео, и последице једног таквог односа, нарочито кад се у њега умеша и један млади шофер и један путујући циркус.

## Улоге
| Глумац                | Улога                 |
| --------------------- | --------------------- |
| Милена Дравић         | Рајка                 |
| Јанез Врховец         | Јан Рудински          |
| Ева Рас               | Барбуловићева супруга |
| Столе Аранђеловић     | Барбуловић            |
| Борис Дворник         | возач камиона         |
| Душан Антонијевић     | железничар            |
| Душан Бајчетић        |                       |
| Мирјана Блашковић     |                       |
| Душан Јанићијевић     |                       |
| Љиљана Јовановић      |                       |
| Милан Лугомирски      |                       |
| Предраг Милинковић    |                       |
| Боса Стојадиновић     |                       |
| Данило Бата Стојковић |                       |
| Мирко Тодоровић       |                       |

## Културно добро
Југословенска кинотека је, у складу са својим овлашћењима на основу Закона о културним добрима, 28. децембра 2016. године прогласила сто српских играних филмова (1911–1999) за културно добро од великог значаја. На тој листи се налази и филм "Човек није тица".